# Wm. Theodore de Bary
William Theodore de Bary (chinesisch 狄培理; Pinyin: Dí Péilǐ; geboren am 9. August 1919 in New York; gestorben am 14. Juli 2017) war ein amerikanischer Sinologe und Gelehrter der ostasiatischen Philosophie, der fast 70 Jahre lang als Professor und Administrator an der Columbia University tätig war.
De Bary schloss 1941 sein Studium am Columbia College ab, wo er im ersten Jahr des renommierten Literature-Humanities-Kurses der Universität studierte. Anschließend begann er ein Graduiertenstudium an der Harvard University, das er jedoch unterbrach, um im Pazifikraum im Zweiten Weltkrieg im amerikanischen Militärgeheimdienst zu dienen. Nach seiner Rückkehr setzte er sein Studium an der Columbia University fort und promovierte dort 1953.
Um Lehrmaterialien für die nicht-westliche Version des Columbia-Humanities-Kurses zu erstellen, stellte er Teams von Wissenschaftlern zusammen, um Originalquellen zu übersetzen, darunter Sources of Chinese Tradition (1960), Sources of Japanese Tradition und Sources of Indian Tradition. Mit seinen umfangreichen Veröffentlichungen argumentierte er für die Universalität asiatischer Werte und eine Tradition demokratischer Werte im Konfuzianismus. Er gilt als Mentor der Gelehrten, die das Forschungsfeld der Neo-Konfuzianismus-Studien begründeten.

## Leben und Karriere
William Theodore "Ted" de Bary wurde am 9. August 1919 in der Bronx, New York, geboren und wuchs in Leonia, New Jersey, auf. Sein Großonkel war der deutsche Chirurg und Botaniker Anton de Bary, und sein Vater William de Bary (1882–1963) emigrierte 1914 aus Deutschland in die USA. Nach der Scheidung seiner Eltern in seiner frühen Kindheit wurde er von seiner Mutter allein erzogen. Um sich von seinem Vater zu unterscheiden, änderte er offiziell seinen Vornamen zu "Wm."
1937 begann de Bary sein Studium an der Columbia University und lernte ab seinem zweiten Studienjahr Chinesisch. Nach seinem Abschluss 1941 nahm er ein Graduiertenstudium in Chinesisch an der Harvard University auf, wurde jedoch im darauffolgenden Jahr von der US-Marine rekrutiert, um eine intensive Ausbildung in Japanisch zu absolvieren und als Geheimdienstoffizier im Pazifikraum des Zweiten Weltkriegs zu dienen. 1947 kehrte de Bary nach seinem Militärdienst an die Columbia University zurück, um sein Graduiertenstudium in Chinesisch fortzusetzen. Er erwarb 1948 einen M.A. und 1953 einen Ph.D. mit der Dissertation A Plan for the Prince: the Ming-i tai-fang lu of Huang Tsung-hsi. 
Anschließend wurde er Professor. Während der Proteste an der Columbia University im Jahr 1968 war de Bary in die Vermittlung zwischen Fakultät und Studenten involviert und diente von 1971 bis 1978 als Provost der Universität. Er setzte sich dafür ein, das Kerncurriculum des Columbia College zu erweitern, um bedeutende Werke und Kurse über nicht-westliche Zivilisationen einzubeziehen.
De Bary war zudem ein begeisterter Unterstützer des Columbia Lions Football-Teams und verpasste kaum ein Spiel seit Beginn seiner Lehrtätigkeit im Jahr 1953. Für seine Verdienste als Pädagoge wurde er mehrfach ausgezeichnet, darunter mit dem Great Teacher Award (1969), dem Lionel Trilling Book Award (1983) und dem Mark Van Doren Award for Great Teaching (1987). 2010 erhielt er den Philolexian Award for Distinguished Literary Achievement. Er war Direktor des Heyman Center for the Humanities und unterrichtete bis wenige Monate vor seinem Tod im Jahr 2017 im Alter von 97 Jahren.

## Ehrungen und Auszeichnungen
- Watumull Prize der American Historical Association, 1958
- Fishburn Prize der Educational Press Association, 1964
- Mitglied der American Academy of Arts and Sciences, 1974
- Edwin O. Reischauer Lectures, 1986
- Mitglied der American Philosophical Association, 1999
- Verleihung des Ordens der Aufgehenden Sonne (Dritter Klasse)
- Philolexian Award for Distinguished Literary Achievement, 2010
- National Humanities Medal, 2013[2]
- Tang Prize in Sinology, 2016

## Ehrendoktorwürden
- St. Lawrence University, D.Litt., 1968
- Loyola University of Chicago, L.H.D., 1970
- Columbia University, D.Litt., 1994

## Wichtige Werke

### Originalwerke
- The Great Civilized Conversation: Education for a World Community (CUP, 2013)
- Self and Society in Ming Thought (ACLS Humanities E-Book, 2011)
- Living Legacies at Columbia (CUP, 2006)
- Nobility and Civility: Asian Ideals of Leadership and the Common Good (Harvard UP, 2004)
- Asian Values and Human Rights: A Confucian Communitarian Perspective (Harvard UP, 2000)
- Learning for One's Self: Essays on the Individual in Neo-Confucian Thought (CUP, 1991)
- The Trouble with Confucianism (Harvard UP, 1991)
- Eastern Canons: Approaches to the Asian Classics (CUP, 1990)
- Message of the Mind in Neo-Confucianism (CUP, 1989)
- Neo-Confucian Education: The Formative Stage (University of California Press, 1989)
- East Asian Civilizations: A Dialogue in Five Stages (Harvard UP, 1988)
- The Rise of Neo-Confucianism in Korea (1985)
- The Liberal Tradition in China (Chinese University of Hong Kong Press, 1983)
- Yüan Thought: Chinese Thought and Religion under the Mongols (CUP, 1982)
- Neo-Confucian Orthodoxy and the Learning of the Mind-And-Heart (CUP, 1981)
- Principle and Practicality: Essays in Neo-Confucianism and Practical Learning (CUP, 1979)
- Unfolding of Neo-Confucianism (CUP, 1975)
- Self and Society in Ming Thought (CUP, 1970)
- The Buddhist Tradition in India, China and Japan (Random House, 1969)
- Approaches to Asian Civilizations (CUP, 1964)
- Guide to Oriental Classics (CUP, 1964; überarbeitet 1975; 3. Ausgabe 1988)

### Originalübersetzungen
- Waiting for the Dawn: A Plan for the Prince (1993)
- Five Women Who Loved Love (Tuttle, 1956)

### Herausgegebene Bände
- Finding Wisdom in East Asian Classics (CUP, 2011)
- Sources of East Asian Tradition. 2 Bände [Bd. 1: Premodern Asia, Bd. 2: The Modern Period] (CUP, 2008)
- Sources of Korean Tradition: Volume 1 (Harvard UP, 1997; 2. Auflage 2001)
- Confucianism and Human Rights (CUP, 1998), mit Tu Weiming
- Sources of Japanese Tradition (1958), mit Ryūsaku Tsunoda und Donald Keene; 2. Auflage als Earliest Times to 1600 (2001) mit Donald Keene, George Tanabe und Paul Varley; Bd. 2 als 1600 to 2000 (2005) mit Carol Gluck und Arthur Tiedemann
- Sources of Chinese Tradition: Volume 1 (CUP, 1960); erweiterte Ausgabe in 2 Bänden (Columbia UP, 1999 und 2000)
- Approaches to the Oriental Classics: Asian Literature and Thought in General Education (1958/9)
- Sources of Indian Tradition, 2 Bände (1957 und 1964), mit Stephen N. Hay und I. H. Qureshi; 2. Auflage 1988